# کوبییاس د سانتا مارتا
کوبییاس د سانتا مارتا (به اسپانیایی: Cubillas de Santa Marta) یک شهرستان در اسپانیا است که در استان وایادولید واقع شده‌است.